# 泽东青年干部学校
泽东青年干部学校，简称青干校或青干，是抗日战争时期中共中央创办的专门培养青年干部的学校。是中共党史上唯一用毛泽东名字命名的干部学校。

## 历史
1936年至1938年，抗日战争爆发前后，大批青年奔赴延安。在中共中央青年工作委员会（简称“中央青委”）领导下，1937年10月11日陕西省委以西北青年救国联合会（简称“西青救”）的名义，在陕北国统区的泾阳县云阳镇斗口村于右任私人开设的农事试验场，开办“战时青年短期训练班”，第一期150名学员住在试验场东果园里两间看园用的破房子里打地铺。11月中旬迁至泾阳县云阳镇。1938年1月由于校舍紧张，从第四期开始迁至云阳镇北部的安吴堡吴氏庄园（现称吴家大院），1938年4月改名为“战时青年训练班”，俗称“安吴堡青年训练班”、“安吴青训班”。名誉班主任朱德，班主任冯文彬，副主任乔木，教务处处长刘瑞龙，总支书记史洛文。毛泽东要求青训班扩大规模，来者不拒。因此，青训班不断壮大，鼎盛时期，每期学员人数超过1000人，并成立了剧团，创办刊物《西青救与青训班》。1939年7月安吴战时青年训练班的大部分学员作为战地工作团干部派往华北敌后工作，留守原址的少数教员学员在第一次反共高潮中已无法在国统区继续办学，1940年1月迁回延安。至1940年4月，安吴青训班共计举办14期120多个连队，培养和输送了1.2万名学员。“青训班从主任、处长，在私生活上都不用勤务，虽说也有几个勤务员，但他们是用来传达命令、找人和送公事的，绝对不是为他们个人倒茶取烟折被……的。在生活上大家都是一样的吃，一样的穿，一样的住，没有丝毫的不同。他们上下都没有薪俸，只有一块钱的津贴，由主任到勤务员都是一样的。唯一优待的，只有炊事员，因为他们的工作苦，所以每月有两块钱的津贴。他们无论对什么人都叫“同志”，就是主任与勤务员，学生与主任，也是一样。”
1940年1月24日召开的中共中央政治局会议上，中央组织部部长陈云指出仅靠中共中央党校的一个青年干部班不能满足青年运动发展的需要，提议在延安开办青年干部学校，把中央党校青年班和安吴青年训练班的学员转入该校学习，政治局会议批准了这一提议。1940年2月14日在延安筹办泽东青年干部学校。1940年5月3日，在延安中央大礼堂举行泽东青干校开学典礼。毛泽东、周恩来到会祝贺，王明做题为《学习毛泽东》的报告：“对于青干学生学习问题，我只贡献五个字：‘学习毛泽东!’青年干部学校既以毛泽东同志的光辉名字来命名，那就要名副其实，就要学习毛泽东同志的生平事业和理论。”王明从五个方面概括了“学习毛泽东”：
1. “学习毛泽东同志的始终一贯地忠于革命的精神”。
2. “学习毛泽东勤于学习的精神”。
3. “学习毛泽东同志勇于创造的精神”。
4. “学习毛泽东同志长于工作的精神”。
5. “学习毛泽东同志善于团结的精神”。

王明最后总结：“我的总的意见，还不过是一点，就是泽东青年干部学校学生以及全国的优秀青年，应该以毛泽东为模范，应该学习毛泽东。”开学典礼上，冯文彬报告了筹办经过及教育方针，“是要帮助青年干部去掌握革命理论与实际的武器，精通青运指导与方法，养成勇敢活泼，民主互助，团结进步，艰苦奋发的战斗精神。”
泽东青年干部学校校址位于延安北门外延河西岸的大砭沟（今宝塔区桥沟镇文化沟村）。青干校后面是八路军军政干校、八路军大礼堂，前面是文化俱乐部和西北文工团，沟口上面为中央青委，下面是青年食堂、青年俱乐部、青年运动场、青年宿舍。因此，大砭沟改名为青年文化沟。河对岸是中国女子大学。受中共中央青年工作委员会直接领导。校长陈云兼，副校长冯文彬主持工作，教育长胡乔木（中央青委宣传部长）。教务处长刘光，副处长丁浩川，下属教务、干部、总务3个科，生活指导处处长黄华，副处长史洛文。第1期学生有300多人，大部分是青年知识分子，文盲仅占1.5%，识字仅占5%。按文化理论水平、工作经验、求学性质分编6个班：
- 第一班（高级班），学员文化政治理论水平较高，有前方或大后方青运工作经验，学习期一年半，偏重于个人的自学，深入地研究马列主义的精神与方法，总结青年工作的经验与教训，以集体学习配合与辅助个人学习质量的提高。开设的《马列主义》、《政治经济学》、《中国问题》、《党的建设》等课程，青干校无专职教员，学员到延安马列学院去听课，讲课的都是党的领导干部。[7]
- 第二班与第三班（普通班，大部分是从学校出来的学生，学期一年）
- 第四班（陕甘宁边区青年干部班，文化理论水平较低，学期一年）
- 第五班（军事班，主要是陕北青年，具有高小文化水平，一年以上的军事政治训练）
- 第六班（儿童班，一般有小学文化水平，在前线有一年以上的儿童工作经验，主要任务是文化教育，学会阅读和宣传，了解基本常识）。

“伙食很简单，小米饭和七八个人共吃的一小盆水煮萝卜，偶尔有一两片土豆。学员每人每月发1元边区纸币为津贴，干部多2块钱。当时毛主席等几位首长每月领5块钱边币。一块边币可以买两条肥皂，或一条半牙膏，或两斤肉包子，或十几个鸡蛋。”个别人肠胃接受不了小米，则变得很消瘦。入冬前，陕甘班学员进山伐木烧炭解决了青干校过冬取暖问题。
1941年1月初，学校分设高级、中级、初级、艺术、军体五部。其中，把在校的西青救总剧团人员集中起来成立艺术部，负责人王真，1941年5月1日在八路军大礼堂上演了苏联作家弗谢沃洛德·伊万诺夫的八幕话剧《铁甲列车》；1941年9月青干校撤销后改名为“青年艺术剧院”并附设“儿童艺术学院”。
毛泽东、洛甫、林伯渠、邓发、艾思奇等经常到校作专题报告。1941年春节期间，毛泽东给前来拜年的泽东青年干部学校代表题词：“肯学肯干，又是革命的，必定是有益的，必定是有前途的”
1941年7月，中共中央决定将陕北公学、中国女子大学、泽东青年干部学校合并成立延安大学，吴玉章任校长。至1941年8月底，三校的在校学员毕业。1941年9月泽东青年干部学校和中国女子大学、陕北公学合并成立延安大学。吴玉章为校长，赵毅敏为副校长，校址在延河南岸原女大校址。。泽东青年干部学校累计培训了1000多名学员。 
1941年5月4日，在绥德又设立了毛泽东青年干部学校分校，9月6日正式开学。1941年10月22日，泽东青年干部学校山东分校正式成立，萧华兼任校长。第一期于11月中旬开学，到1942年8月结业，培训青年干部170余人，泽东青年干部学校山东分校只办了一期。
《泽东青年干部学校校歌》的作词胡乔木，1940年5月3日开学典礼之前由冼星海作曲：“（第一段）生在英雄的时代，长在人民的旗下，毛泽东的双手，抚育我们长大，坚定意志，艰苦传统，革命精神，民主作风，我们学习虚怀若谷，我们奋斗浩气如虹。  （第二段）记住仇敌未平，破碎河山未整，同胞正在呻吟，天下尚待澄清，太阳照临我们的肝胆，大地倾听我们的誓言，愿将热血灌溉人间，结成自由春花一片。